# 田中正
田中 正（たなか ただし）は、日本の実業家。Team Energy 代表取締役社長。株式会社アンビシャス 取締役代表。

## 経歴
スポーツクラブで働き、オリンピック選手育成に情熱を注ぐ。37歳で社内ベンチャーで起こした事業でマザーズに上場。100人の社長を育成するという志を持ってアンビシャスを創業。その後、関門海（東証スタンダード市場）玄品ふぐ展開の会社再建で代表取締役社長に就任。社長兼CFO、会長兼CEOを歴任して退任。現在Team Energy株式会社で代表取締役社長を務める。